# Coupe d'Italie féminine de football 2021-2022
Navigation
Édition précédente Édition suivante
La Coppa Italia femminile 2021-2022 est la 50e édition de la Coupe d'Italie féminine de football. L'AS Rome remet en jeu son titre obtenu en 2021. 
26 équipes participent à la compétition. Ce sont les douze équipes disputant la première division italienne et les quatorze équipes de la deuxième division.
Dans un tour préliminaire quatre équipes de 2e division se rencontrent pour déterminer deux qualifiés pour le tournoi de qualification. Dans ce tournoi, douze équipes de deuxième division et les douze équipes de première division sont réparties en huit poules de trois équipes, les vainqueurs de poule sont qualifiés pour les quarts de finale.

## Tour préliminaire
| Date         | Club           | Score | Club        |
| ------------ | -------------- | ----- | ----------- |
| 4 sept. 2021 | ASD Palerme    | 0-1   | Torres CF   |
| 5 sept. 2021 | Pro Sesto 1913 | 2-0   | Cortefranca |

## Tournoi de qualification
Les équipes se rencontrent une seule fois, les vainqueurs de poule sont qualifiés pour les quarts de finale.

### Groupe A
| Rang | Équipe          | Pts | J | G | N | P | Bp | Bc | Diff |
| ---- | --------------- | --- | - | - | - | - | -- | -- | ---- |
| 1    | Milan AC        | 6   | 2 | 2 | 0 | 0 | 5  | 0  | +5   |
| 2    | Hellas Vérone   | 3   | 2 | 1 | 0 | 1 | 4  | 4  | 0    |
| 3    | Cittadella (D2) | 0   | 2 | 0 | 0 | 2 | 1  | 6  | -5   |

### Groupe B
| Rang | Équipe             | Pts | J | G | N | P | Bp | Bc | Diff |
| ---- | ------------------ | --- | - | - | - | - | -- | -- | ---- |
| 1    | Empoli             | 2   | 2 | 0 | 2 | 0 | 2  | 2  | 0    |
| 2    | SSD Naples         | 2   | 2 | 0 | 2 | 0 | 2  | 2  | 0    |
| 3    | Chievo Vérone (D2) | 2   | 2 | 0 | 2 | 0 | 2  | 2  | 0    |

### Groupe C
| Rang | Équipe         | Pts | J | G | N | P | Bp | Bc | Diff |
| ---- | -------------- | --- | - | - | - | - | -- | -- | ---- |
| 1    | UC Sampdoria   | 4   | 2 | 1 | 1 | 0 | 4  | 1  | +3   |
| 2    | Torres CF (D2) | 4   | 2 | 1 | 1 | 0 | 2  | 1  | +1   |
| 3    | Ravenna (D2)   | 0   | 2 | 0 | 0 | 2 | 0  | 4  | -4   |

### Groupe D
| Rang | Équipe                  | Pts | J | G | N | P | Bp | Bc | Diff |
| ---- | ----------------------- | --- | - | - | - | - | -- | -- | ---- |
| 1    | Inter Milan             | 6   | 2 | 2 | 0 | 0 | 9  | 0  | +9   |
| 2    | San Marino Academy (D2) | 3   | 2 | 1 | 0 | 1 | 1  | 3  | -2   |
| 3    | Pro Sesto 1913 (D2)     | 0   | 2 | 0 | 0 | 2 | 0  | 7  | -7   |

### Groupe E
| Rang | Équipe               | Pts | J | G | N | P | Bp | Bc | Diff |
| ---- | -------------------- | --- | - | - | - | - | -- | -- | ---- |
| 1    | Juventus             | 6   | 2 | 2 | 0 | 0 | 12 | 2  | +10  |
| 2    | Pink Sport Bari (D2) | 3   | 2 | 1 | 0 | 1 | 4  | 6  | -2   |
| 3    | Roma CF (D2)         | 0   | 2 | 0 | 0 | 2 | 3  | 11 | -8   |

### Groupe F
| Rang | Équipe           | Pts | J | G | N | P | Bp | Bc | Diff |
| ---- | ---------------- | --- | - | - | - | - | -- | -- | ---- |
| 1    | Fiorentina       | 6   | 2 | 2 | 0 | 0 | 3  | 0  | +3   |
| 2    | Lazio Rome       | 1   | 2 | 0 | 1 | 1 | 1  | 2  | -1   |
| 3    | ACF Brescia (D2) | 1   | 2 | 0 | 1 | 1 | 1  | 3  | -2   |

### Groupe G
| Rang | Équipe       | Pts | J | G | N | P | Bp | Bc | Diff |
| ---- | ------------ | --- | - | - | - | - | -- | -- | ---- |
| 1    | FC Côme (D2) | 4   | 2 | 1 | 1 | 0 | 4  | 1  | +3   |
| 2    | Sassuolo     | 4   | 2 | 1 | 1 | 0 | 3  | 1  | +2   |
| 3    | Cesena (D2)  | 0   | 2 | 0 | 0 | 2 | 0  | 5  | -5   |

### Groupe H
| Rang | Équipe          | Pts | J | G | N | P | Bp | Bc | Diff |
| ---- | --------------- | --- | - | - | - | - | -- | -- | ---- |
| 1    | AS Rome         | 6   | 2 | 2 | 0 | 0 | 6  | 1  | +5   |
| 2    | Pomigliano      | 3   | 2 | 1 | 0 | 1 | 4  | 4  | 0    |
| 3    | Tavagnacco (D2) | 0   | 2 | 0 | 0 | 2 | 1  | 8  | -7   |

## Quarts de finale
Les quarts de finale se déroulent en matchs aller le 29 et 30 janvier 2022 et retour le 12 et 13 février 2022.
| Club         | Aller | Total | Retour | Club       |
| ------------ | ----- | ----- | ------ | ---------- |
| UC Sampdoria | 1 - 4 | 2 - 8 | 1 - 4  | Milan AC   |
| Inter Milan  | 1 - 1 | 1 - 2 | 0 - 1  | Juventus   |
| Empoli       | 0 - 0 | 2 - 2 | 2 - 2  | Fiorentina |
| FC Côme      | 0 - 3 | 1 - 5 | 1 - 2  | AS Rome    |

## Demi-finales
Les demi finales se déroulent en matchs aller les 12 et 13 mars 2022 et retour les 30 avril et 1er mai 2022.
| Club     | Aller | Total  | Retour | Club     |
| -------- | ----- | ------ | ------ | -------- |
| Milan AC | 1 - 6 | 4 - 11 | 3 - 5  | Juventus |
| Empoli   | 0 - 1 | 0 - 3  | 0 - 2  | AS Rome  |

## Finale
| Finale            | Juventus | –   | AS Rome |  |  |
| 22 mai 2022 14h15 |          | (–) |         |  |  |